# Peter Karrie
Peter Karrie (10 agosto 1946) è un attore e cantante gallese., noto soprattutto per il suo ruolo del Fantasma dell’Opera nel musical del 1986 di Andrew Lloyd Webber.
Recitò questo ruolo a Broadway, Londra, Vancouver, Toronto, Singapore, Hong Kong e nel tour inglese a Bradford e Manchester, e viene ricordato dai fans come uno dei migliori attori che abbia mai ricoperto la parte.
Ha recitato in altri celebri musical come: Les Misérables (Jean Valjean), Oliver! (Fagin), Annie (Papà Warboks), Nosferatu (Nosferatu), Pride and Prejudice (Fitzwilliam Darcy), Chess.
È molto attivo nel campo della difesa dei diritti dei bambini e in centri di volontariato; nell'aprile 2010 ha inciso un singolo il cui incasso è andato interamente in beneficenza.
Ha recitato e cantato con John Owen-Jones e Nic Greenshields nel concerto The Three Phantom's Concert.

## Album
- Theatrically Yours
- Peter Karrie Unmasked
- The Impossible Dream